# Nadieżda Susłowa
Nadieżda Prokofjewna Susłowa (ur. 1 września 1843 w Paninie, zm. 20 maja 1918 w Ałuszcie) – rosyjska lekarka, pierwsza w historii Rosji absolwentka studiów medycznych (w Szwajcarii) i praktykująca lekarka.

## Życiorys
Pochodziła z rodziny chłopskiej, która uzyskała od państwa - Szeremetiewów - wolność osobistą. W 1854 Susłowowie zamieszkali w Moskwie, a Nadieżda Susłowa podjęła naukę na pensji, gdzie nauczyła się języków francuskiego i niemieckiego. Samodzielnie poznawała łacinę i nauki ścisłe. Od siedemnastego roku życia mieszkała w Petersburgu, gdzie zetknęła się z ideami Nikołaja Czernyszewskiego, Nikołaja Dobrolubowa i Nikołaja Niekrasowa, a pod ich wpływem wstąpiła do organizacji rewolucyjnej. Grupa, w której działała, utrzymywała kontakty z I Międzynarodówką. Nadieżda Susłowa pozostawała pod dyskretnym nadzorem policyjnym. W 1862 za zgodą profesorów Iwana Sieczenowa i Siergieja Botkina zaczęła, razem z M. Obruczewą i jeszcze jedną wolną słuchaczką, uczęszczać na ich wykłady w Akademii Medyczno-Chirurgicznej. Już rok później jednak władze rosyjskie zabroniły kobietom, które w Rosji nie mogły studiować, także wstępu na zajęcia na tej uczelni.
Susłowa wyjechała do Szwajcarii i w drodze wyjątku została przyjęta na studia medyczne na Uniwersytecie w Zurychu. W 1867 pod kierunkiem i przy pomocy prof. Sieczenowa obroniła pracę końcową i ukończyła studia, uzyskując tytuł doktora medycyny jako pierwsza kobieta w Europie. W Szwajcarii wyszła za mąż za lekarza Friedricha Erismanna, ich małżeństwo zakończyło się w 1874 rozwodem.
W 1868 wróciła do Petersburga i po zdaniu egzaminów uzyskała prawo do praktykowania w zawodzie lekarza.  Mieszkała i pracowała w Petersburgu, następnie w Niżnym Nowogrodzie i od 1892 na Krymie. Oprócz praktyki lekarskiej zajmowała się dobroczynnością. Zmarła w 1918.
Jej siostra Appolinarija była pisarką i muzą Fiodora Dostojewskiego.